# Projet Polymath
Pour les articles homonymes, voir Polymath.
Le projet Polymath (Polymath project) est un projet de résolution collective de problèmes mathématiques. Une plate-forme en ligne permet aux mathématiciens de collaborer pour trouver une solution à un problème, améliorer un résultat, vérifier une preuve, etc.
Ce projet a commencé en 2009 sur le blog de Timothy Gowers et bénéficie notamment du soutien de Terence Tao, tous deux récipiendaires de la médaille Fields. Il est aussi soutenu par Michael Nielsen (en), spécialiste d'open science.

## Principe

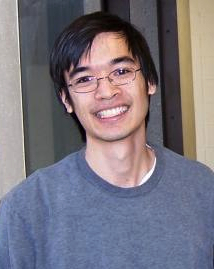
Terence Tao (2006)

Le projet Polymath consiste en une plate-forme d'échange en ligne, pour permettre la collaboration massive entre mathématiciens. Lorsque les travaux aboutissent à une publication, celle-ci est signée sous le pseudonyme collectif D.H.J. Polymath.
Toutes les discussions sont accessibles en ligne, c'est donc d'une certaine manière un projet open source.
Le projet bénéficie grandement de l'implication de Gowers et Tao, souvent identifiés comme leaders, qui guident les discussions, font des résumés, posent de nouvelles questions, mais les autres intervenants apportent eux aussi des éléments fondamentaux.
Les outils techniques ont évolué avec les différents projets. Le premier polymath utilisait les blogs de Tao et Gowers, ces derniers rédigeant des messages et la discussion se poursuivant dans les commentaires. Cette forme a été critiquée pour son côté linéaire, difficile d'accès pour les nouveaux arrivants. Pour polymath 9, Gowers a décidé d'utiliser une autre plate-forme permettant de structurer la discussion sous forme d'arbre dans le but de mieux voir l'avancement du projet.

## Histoire
En 2019, on compte seize polymaths (et quatre petits projets appelés mini-polymaths) portant sur des sujets différents.
- Le premier projet date de 2009[7] et porte sur une nouvelle preuve du théorème de Hales-Jewett, un résultat de la théorie de Ramsey. La preuve a été publiée dans Annals of Mathematics, l'un des journaux les plus prestigieux du monde[8].

- Le cinquième portait sur la conjecture d'Erdős sur les suites +-1 (en). Elle a posé des bases qui ont été utilisées par Terence Tao pour prouver la conjecture en 2015[9],[10].

- Le huitième polymath a pour but d'améliorer les résultats de Zhang Yitang sur la répartition des nombres premiers, liés à la conjecture des nombres premiers jumeaux[11]. Ce sujet a amené plusieurs questions relativement différentes et le projet s'est divisé en plusieurs voies. Les premières avancées ont été faites en parallèle par le projet et James Maynard, ce dernier a ensuite rejoint le projet pour une seconde phase[12]. Deux articles ont été publiés en 2014 à la suite de ces travaux, le premier en février[13], et le second en juillet[14].

- Le neuvième polymath a pour nom discretized Borel determinacy, un sujet lié au problème P = NP[15].
- Le dixième polymath, lancé en novembre 2015, veut améliorer les bornes du lemme du tournesol[16].
- Le quinzième polymath, lancé en janvier 2018 à la suite de la publication des résultats de Terence Tao, vise à améliorer la borne supérieure de la constante de De Bruijn-Newman.

## Sources et bibliographie

### À propos de Polymath
- Étienne Ghys, « Mathématiciens polycéphales », Le Monde,‎ 28 août 2013 (lire en ligne)

- (en) Timothy Gowers et Michael Nielsen, « Massively collaborative mathematics », Nature, vol. 461,‎ 15 octobre 2009, p. 879-881 (DOI 10.1038/461879a, présentation en ligne)

- Philippe Pajot, « L'union fait la force des mathématiciens », Le Monde,‎ juin 2013 (présentation en ligne)

- (en) Justin Cranshaw et Aniket Kittur, « The polymath project: lessons from a successful online collaboration in mathematics », dans Proceedings of the SIGCHI Conference on Human Factors in Computing Systems, 2011 (lire en ligne), p. 1865-1874

### Articles publiés par Polymath
- (en) D.H.J. Polymath, « A new proof of the density Hales-Jewett theorem », Annals of Mathematics, vol. 175,‎ 2012, p. 1283-1327

- (en) D.H.J. Polymath, « Variants of the Selberg sieve, and bounded intervals containing many primes », Research in the Mathematical Sciences, Springer, vol. 1, no 1,‎ 2014, p. 1-83